# فیرترید اینترنشنال
فیرترید اینترنشنال (انگلیسی: Fairtrade International) سازمان محصول‌محور آلمانی است، که هدف آن ارتقای زندگی کشاورزان و کارگران از طریق تجارت می‌باشد.